# ČT2
ČT2 – drugi program czeskiej telewizji publicznej Česká televize nadawany od 1 stycznia 1993. Jest odpowiednikiem polskiej TVP2. 
Celem stacji jest emitowanie programów poświęconych kulturze, edukacji, historii.
Od 11 listopada 2011 roku w tej telewizji znacząco ograniczono emisję reklam.
Kanał jest znany z emitowania oryginalnego (nietłumaczonego) serwisu informacyjnego dla niesłyszących przygotowywanego przez głuchych dziennikarzy – Zprávy v českém znakovém jazyce (Wiadomości w czeskim języku migowym) od poniedziałku do piątku o 19:50.
16 grudnia 2014 kanał rozpoczął nadawanie w systemie HDTV.

## Logo
| Lata                               | Opis | Logo |
| ---------------------------------- | --- | ---- |
| 1 stycznia 1993 – 31 sierpnia 2007 | Charakterystyczne logo ČT i wpisana w niego cyfra 2. Logo znajdowało się w lewym górnym rogu.                                      |      |
| 1 września 2007 – 30 września 2012 | Złoty prostokąt z szarą cyfrą 2 i poziomą linią ponad nią, w środku. Na antenie logo półprzeźroczyste, w lewym górnym rogu ekranu. |      |
| 1 października 2012                | Złoty nawias kwadratowy, a obok złota cyfra 2. Na antenie logo półprzeźroczyste, w lewym górnym rogu ekranu.                       |      |